# Pierre Emmanuel
Pierre Emmanuel, seudónimo de Noël Mathieu (3 de mayo de 1916 - 22 de septiembre de 1984) quien fue un poeta francés nacido en Gan, en la Aquitania (Pirineos Atlánticos), y fallecido en París. Fue miembro de la Academia Francesa en la que ocupó el asiento número 4 y a la que renunció en protesta por la elección de Felicien Marceau.

## Datos biográficos
Al emigrar su padres hacia los Estados Unidos de América, él fue criado por un tío paterno. Estudió letras en la Universidad de Lyon y se orientó a la carrera de educador. Su vocación poética se vio estimulada con la lectura de la La Jeune Parque de Paul Valéry y de los románticos alemanes (Hölderlin) y los autores británicos Gerard Manley Hopkins y Thomas Hardy. Fue Pierre Jean Jouve, a quien conoció en 1937, quien lo condujo en sus primeros intentos de poesía: Elégies (1940), Le Tombeau d'Orphée (1941).
Se refugió en el Drôme durante la ocupación alemana, en donde continuó son sus actividades de enseñanza y participando en el movimiento de resistencia contra la ocupación de su país. Escribió en ese tiempo: Jours de Colère, Combats avec tes Défenseurs, La Liberté guide nos pas. Obra suyo junto con la de los principales combatientes de la resistencia francesa como Luis Aragón, Paul Eluard, y Vercors fue entonces pasado y difundido clandestinamente por Francois Lachenal para Editions Les Trois Collines en Suiza.
Además de sus actividades como poeta, Pierre Emmanuel también ejerció el periodismo colaborando como cristiano de izquierda con la publicación Témoignage Chrétien, Réforme, Esprit.
Fue jefe de los servicios ingleses y después americanos de Radio difusión francesa de 1945 a 1959, dando conferencias en los Estados Unidos y Canadá, y siendo profesor visitante de varias universidades americanas. Fue también durante esa época presidente de la Asociación internacional por la libertad de la cultura, y presidente del PEN Club de Francia de 1973 a 1976. Más tarde fue administrador del Festival de otoño de París.
Propuso la creación del Consejo de desarrollo cultural en el que participaron personalidades como François-Régis Bastide, Jack Lang, François Billetdoux, Claude Santelli, Alfred Grosser y Iannis Xenakis. Este Consejo inspiró la política cultural del futuro ministro Jack Lang.
Pierre Emmanuel fue elegido a la Academia Francesa el 25 de abril de 1968 para ocupar el asiento número 4 que había sido del mariscal Juin. La recepción oficial tuvo lugar el 5 de junio de 1969. En 1975, tras la elección a la Academia de Félicien Marceau a quien él denunció como colaboracionista del régimen alemán durante la Segunda Guerra Mundial, decidió renunciar a su condición de académico. Como es la costumbre en esos casos de dimisión, la Academia no reemplazó a Emmanuel en su asiento sino hasta su muerte. Después de que ésta ocurrió en 1984, Jean Hamburger fue elegido para ocupar el lugar número 4.

## Obra
(en francés)
- Elégies (1940)
- Tombeau d'Orphée, Éd. Poésie 41, Pierre Seghers, (1941)
- Jour de colère (1942)
- Combats avec tes défenseurs, Éd. Poésie 42, Pierre Seghers, (1942)
- Sodome (1944)
- Vercors 1944
- Cantos 1944
- La liberté guide nos pas (1945)
- Le Poète fou
- Mémento des vivants
- Poésie, raison ardente (1947)
- Le Poète et son Christ
- Qui est cet homme (1947)
- Car enfin je vous aime
- Babel (1951)
- L'ouvrier de la onzième heure (1953)
- La Colombe
- Visage Nuage
- Versant de l'Âge
- Evangéliaire
- Le Goût de l'un
- La Nouvelle Naissance
- La Face Humaine
- Le monde est intérieur (1967)
- Jacob (1970)
- Sophia (1973)
- La Vie Terrestre
- Tu (1978)
- Le Livre de l'Homme et de la Femme, trilogie : Una ou la Mort la Vie, Duel, L'Autre
- L'Arbre et le Vent
- Les Dents serrées
- Le Grand œuvre, Cosmogonie (1984)
- Œuvres poétiques complètes, Lausanne, L'Âge d'homme, 2001, t. I, 1940-1963.
- Œuvres poétiques complètes, Lausanne, L'Âge d'homme, 2003, t. II, 1970-1984.
- Tombeau d'Orphée suivi de Hymnes orphiques, édition établie et préfacée par Anne-Sophie Andreu, Lausanne, L'Âge d'homme, coll. Amers, 2001.
- Lettres à Albert Béguin : correspondance 1941-1952 (edición con notas de Aude Préta-de Beaufort). Lausanne, París : L'Âge d'homme, coll. « Cahiers Pierre Emmanuel » n° 2, 2005. ISBN 2-8251-1921-0.

(en inglés)
- The Universal Singular: The Autobiography of Pierre Emmanuel (traduit par Erik de Mauny), Grey Walls Press, London, 1950.

## Discografía
- Le jour Louange des heures , poemas de Pierre Emmanuel musicalizados por Louis Thiry para el coro monacal de la Abadía de Santa María de Maumont en las ediciones Abbaye de Maumont.

## Reconocimientos
- Oficial de la Legión de honor
- Gran Oficial de la Orden nacional al Mérito
- Comendador de Artes y Letras
- Desde 1985 existe una plaza Pierre-Emmanuel en París (en el barrio de les Halles, I Distrito de París).